# Matt Holliday
Matthew Thomas "Matt" Holliday, född den 15 januari 1980 i Stillwater i Oklahoma, är en amerikansk före detta professionell basebollspelare som spelade 15 säsonger i Major League Baseball (MLB) 2004–2018. Holliday var leftfielder.
Holliday spelade för Colorado Rockies (2004–2008), Oakland Athletics (2009), St. Louis Cardinals (2009–2016), New York Yankees (2017) och Colorado Rockies igen (2018).

## Karriär

### Major League Baseball

#### Colorado Rockies

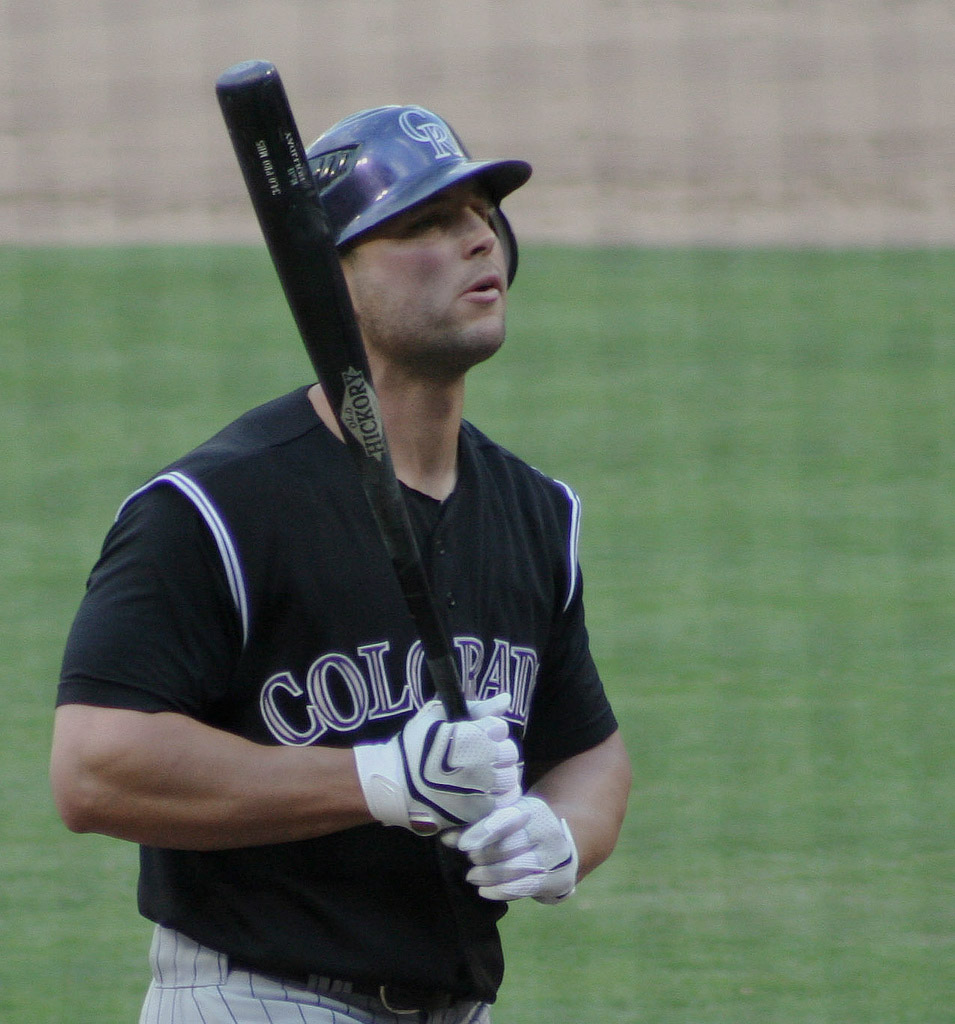
Holliday i Colorado Rockies dräkt 2007.

Holliday draftades av Colorado Rockies 1998 som 210:e spelare totalt. Han debuterade i MLB för Rockies den 16 april 2004 och under sin rookie-säsong hade han ett slaggenomsnitt på 0,290, 14 homeruns och 57 RBI:s (inslagna poäng), vilket ledde till en femteplats i omröstningen till årets nykomling (Rookie of the Year) i National League. Två säsonger senare hade han ett slaggenomsnitt på 0,326, 34 homeruns och 114 RBI:s och den säsongen togs han ut till sin första all star-match och vann även en Silver Slugger Award som en av de tre bästa slagmännen bland outfielders i National League. Nästföljande säsong, 2007, höjde han sig ytterligare och hade ett slaggenomsnitt på 0,340, 36 homeruns och 137 RBI:s. (alla tre siffrorna skulle visa sig vara de bästa under hans karriär). Han var bäst i National League i slaggenomsnitt, RBI:s, hits (216), doubles (50), extra-base hits (92) och total bases (386). Han togs ut till all star-matchen igen och vann även en Silver Slugger Award igen. I omröstningen till mest värdefulla spelare (MVP) i National League kom han tvåa efter Jimmy Rollins. I slutspelet ledde han Rockies till klubbens första World Series och utsågs på vägen dit till MVP i finalen i National League, National League Championship Series (NLCS). I World Series blev det dock förlust mot Boston Red Sox med 0–4 i matcher.
Holliday fortsatte att spela bra även 2008 med ett slaggenomsnitt på 0,321, 25 homeruns och 88 RBI:s och för tredje säsongen i rad togs han ut till all star-matchen och vann en Silver Slugger Award. Efter säsongen trejdades han av Rockies till Oakland Athletics i utbyte mot tre spelare.

#### Oakland Athletics
Holliday nådde inte upp till sina tidigare prestationer under 2009 för Oakland. Hans slaggenomsnitt var 0,286 med elva homeruns och 54 RBI:s när han trejdades till St. Louis Cardinals i utbyte mot tre spelare i slutet av juli.

#### St. Louis Cardinals

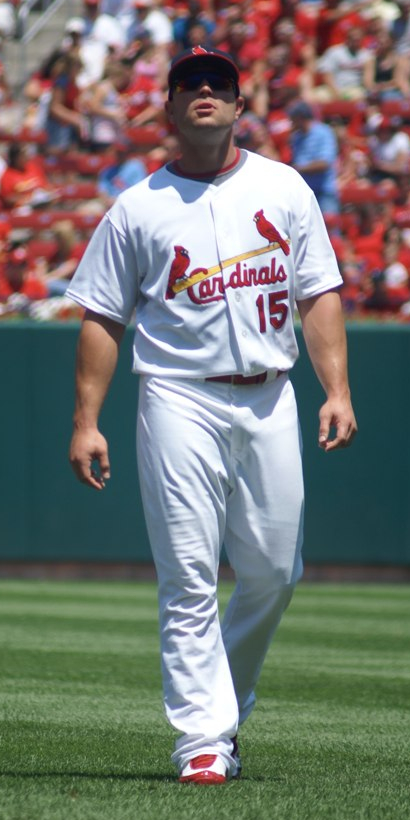
Holliday i St. Louis Cardinals dräkt 2009.

Under resten av 2009 års säsong hade Holliday ett slaggenomsnitt på 0,353, 13 homeruns och 55 RBI:s på bara 63 matcher. Efter säsongen blev han free agent och skrev på ett sjuårskontrakt med Cardinals värt 120 miljoner dollar, vilket var det största kontraktet i klubbens historia och även innehöll ett optionsår för 2017 till ett värde av ytterligare 17 miljoner dollar. 2010 hade han ett slaggenomsnitt på 0,312, 28 homeruns och 103 RBI:s. Han togs då ut till sin fjärde all star-match och vann sin fjärde Silver Slugger Award.
2011 var Holliday med och vann World Series med Cardinals. Under grundserien hade han ett slaggenomsnitt på 0,296, 22 homeruns och 75 RBI:s och han togs ut till sin femte all star-match på sex år. I World Series besegrades Texas Rangers med 4–3 i matcher.
Även 2012 togs Holliday ut till all star-matchen under en säsong då han hade ett slaggenomsnitt på 0,295, 27 homeruns och 102 RBI:s. I slutspelet gick Cardinals till NLCS, men förlorade mot San Francisco Giants med 3–4 i matcher. Nästföljande säsong var slaggenomsnittet 0,300 med 22 homeruns och 94 RBI:s och Holliday spelade i sin tredje och sista World Series, där Cardinals förlorade mot Boston Red Sox med 2–4 i matcher.
Hollidays statistik för 2014 var 0,272 i slaggenomsnitt, 20 homeruns och 90 RBI:s. I slutspelet gick Cardinals till NLCS för fjärde säsongen i rad, men precis som 2012 blev det förlust mot San Francisco Giants, denna gång med 1–4 i matcher. 2015 togs han ut till all star-matchen för sjunde och sista gången, men kunde inte delta på grund av skada, när han hade ett slaggenomsnitt på 0,279, fyra homeruns och 35 RBI:s. Han var mycket skadad den säsongen och spelade bara 73 matcher.
Holliday spelade 2016 sin sista säsong för Cardinals med ett slaggenomsnitt på 0,246, 20 homeruns och 62 RBI:s. Återigen var han skadad en del och deltog bara i 110 matcher. Cardinals bestämde sig efter säsongen för att inte utnyttja möjligheten att förlänga hans kontrakt ett år för 17 miljoner dollar.

#### New York Yankees
Inför 2017 års säsong skrev Holliday på för New York Yankees, men hans slaggenomsnitt på 0,231 den säsongen var det lägsta under karriären. Han slog 19 homeruns och hade 64 RBI:s.

#### Colorado Rockies igen
Med bara drygt två månader kvar av grundserien 2018 skrev Holliday på ett minor league-kontrakt med sin ursprungliga klubb Colorado Rockies. En knapp månad senare kallades han upp till moderklubben som han inte spelat för sedan 2008. Under resten av grundserien hade han ett slaggenomsnitt på 0,283, två homeruns och tre RBI:s på 25 matcher.

### Internationellt
Holliday representerade USA vid World Baseball Classic 2006. Han spelade tre matcher och hade inga hits på sex at bats.

## Efter karriären
Sommaren 2019 tog Holliday anställning som assisterande tränare för Oklahoma State Universitys basebollag.

## Meriter
Holliday var med och vann World Series med St. Louis Cardinals 2011 och togs ut till sju all star-matcher (2006–2008, 2010–2012 och 2015). För sitt offensiva spel belönades han med fyra Silver Slugger Awards (2006–2008 och 2010). Han utsågs till mest värdefulla spelare (MVP) i finalen i National League, National League Championship Series (NLCS), 2007.
Statistiskt sett var han bäst i National League 2007 i kategorierna slaggenomsnitt (0,340), RBI:s (137), hits (216), doubles (50), extra-base hits (92) och total bases (386).